# Farcașa, Bacău
Farcașa este un sat în comuna Răchitoasa din județul Bacău, Moldova, România.